# The Elephant and the Bad Baby
The Elephant and the Bad Baby ist ein Bilderbuch der britischen Kinderbuchautorin Elfrida Vipont aus dem Jahr 1969. Die Zeichnungen stammen von dem Illustrator und Kinderbuchautor Raymond Briggs.

## Inhalt
Ein Elefant trifft auf ein kleines Kind, das er fragt, ob es auf ihm reiten möchte. Das Kind sagt Ja und der Elefant hebt es mit seinem Rüssel auf seinen Rücken. Mit viel Trara geht es nun eine Straße entlang, auf der die beiden der Reihe nach an einem Eisverkäufer, einem Metzger, einem Bäcker, einem Imbissladen, einem Greissler, einem Süßwarenladen und einem Obststand vorbeikommen. Überall fragt der Elefant das Kind, ob es etwas haben möchte, worauf das Kind stets mit Ja antwortet und der Elefant sich einfach mit seinem Rüssel Eis, Brötchen, Schlecker und dergleichen nimmt, ohne den jeweiligen Besitzer zu fragen. Als die Ladenbesitzer dies bemerken, laufen sie Elefanten und Kind aufgebracht hinterher, so dass sich eine immer länger werdende Schlange bildet. Schließlich kommt der Elefant abrupt mit der Erkenntnis zum Stehen, dass das ‚unartige‘ Kind kein einziges Mal ‚Bitte‘ gesagt hat: Das Kind purzelt vom Rücken des Elefanten und sämtliche hinterherjagenden Personen kollidieren in ihrer Aufgebrachtheit mit dem stehengebliebenen Elefanten. Alle blicken das Kind wegen seiner Unhöflichkeit streng und vorwurfsvoll an. Das Kind ist den Tränen nahe und erwidert bloß, dass es ‚bitte‘ zu seiner Mama nach Hause möchte. Daraufhin nimmt der Elefant das Kind wieder auf seinen Rücken und die ganze Gesellschaft macht sich gemeinsam auf zu dem Kind nach Hause. Als die Mutter die Ankömmlinge sieht, fragt sie lediglich, ob alle zu Abend essen wollen, worauf das Kind ‚Ja, bitte!‘ erwidert. Die Mutter macht daher für die gesamte Runde Pfannkuchen. Alle lassen es sich schmecken und gehen anschließend nach Hause – nur das Kind geht zu Bett.

## Rezeption
Sarah Hughes schreibt in ihrer Rezension: „Viponts Geschichte von einem willigen Elefanten, einem verwöhnten Baby und einigen wütenden Ladenbesitzern, von Briggs mit Witz und Schalk illustriert, ist eines der lustigsten Bilderbücher überhaupt.“ In einer weiteren Rezension heißt es: „Der Gegensatz zwischen dem sachlich gehaltenen Text und der Absonderlichkeit des monströsen Elefanten, der mit viel Trara die Straße entlang durch eine erkennbar urbane Szenerie trabt, ist sowohl lustig als auch surreal … Vipont und Briggs gelingt es, das Herumpoltern eines Elefanten durch Geschäfte, Märkte und Straßen völlig glaubhaft darzustellen. Kinder bekommen nicht genug von diesem Bilderbuchklassiker.“ Der britische Kinderbuchautor Michael Rosen schreibt in seinem Nachruf zum Tod von Raymond Briggs: „Ich lernte Briggs' Werk zum ersten Mal als Elternteil kennen, als ich seine Bücher The Mother Goose Treasury und Father Christmas sowie Elfrida Viponts The Elephant and the Bad Baby las, die er illustrierte. Briggs schuf Landschaften, Szenen und vertraute Figuren mit einer scheinbar sanften komischen Leichtigkeit. Es gab damals – und gibt es auch heute noch für die Leserinnen und Leser – humorvolle Ecken und Details, über die das Kinderauge staunen konnte, wie beispielsweise die Rüsselspitze des Elefanten, die von rechts auf die Seite kommt und sich einen Apfel schnappt. ‚Da ist er!‘, riefen die Kinder.“

## Referenzen
The Elephant and the Bad Baby ist in dem literarischen Nachschlagewerk 1001 Kinder- und Jugendbücher – Lies uns, bevor Du erwachsen bist! für die Altersstufe 0–3 Jahre enthalten.

## Ausgaben
- The Elephant and the Bad Baby. Hamish Hamilton, UK 1969 (englisch, librarything.com).